# ونوس اپتیکس
ونوس اپتیکس (انگلیسی: Venus Optics) ، شرکت الکترونیک چینی است، که در سال ۲۰۱۳ تأسیس شد.